# Wolfau
Wolfau (ungarisch Vasfarkasfalva, Farkasfalva) ist eine Marktgemeinde mit 1528 Einwohnern (Stand 1. Jänner 2024) im Bezirk Oberwart im Burgenland in Österreich.

## Geografie
Die Gemeinde liegt im Südburgenland im Bereich des Zusammenflusses von Lafnitz und Stögersbach. Die Gemeinde hat eine Fläche von 15,02 Quadratkilometer. Davon sind 46 Prozent landwirtschaftliche Nutzfläche, 36 Prozent sind bewaldet.
Wolfau ist der einzige Ort in der Gemeinde.

### Nachbargemeinden
| St. Johann i. d. Haide | Markt Allhau                                |             |
| Rohr bei Hartberg      | Kompassrose, die auf Nachbargemeinden zeigt | Kemeten     |
| Unterwart              | Wörterberg                                  | Litzelsdorf |

## Geschichte
Die 1934 gefundenen Reste eines keltisch-pannonischen Grabdenkmals zeigen, dass das Gebiet schon vor Christi Geburt besiedelt war. Eine Urkunde aus dem Jahr 1257 belegt, dass im Norden des heutigen Gemeindegebietes die Grenzwächtersiedlung „Erunsd“ entstand. Die erste urkundliche Erwähnung von Wolfau stammt aus dem Jahr 1331 als Bolfo/Balvo (Urkunde vom 1. September 1331, Kapitel von Eisenburg, Grenzbegehung der Besitzungen Buchschachen und Allhau samt zugehöriger Ortschaften). Der Name änderte sich mehrfach, von Walfaw (1455) über Valho (1481), Balfo (1496), Balhó und Bolfau (1773) zu Wolfau.
Der Ort gehörte wie das gesamte Burgenland bis 1920/21 zu Ungarn (Deutsch-Westungarn). Seit 1898 musste aufgrund der Magyarisierungspolitik der Regierung in Budapest der ungarische Ortsname Vasfarkasfalva verwendet werden.
Nach Ende des Ersten Weltkriegs wurde nach zähen Verhandlungen Deutsch-Westungarn in den Verträgen von St. Germain und Trianon 1919 Österreich zugesprochen. Der Ort gehört seit 1921 zum neu gegründeten Bundesland Burgenland (siehe auch Geschichte des Burgenlandes).
Die Erhebung zur Marktgemeinde und die Verleihung des Gemeindewappens erfolgten am 20. September 1992.

## Kultur und Sehenswürdigkeiten

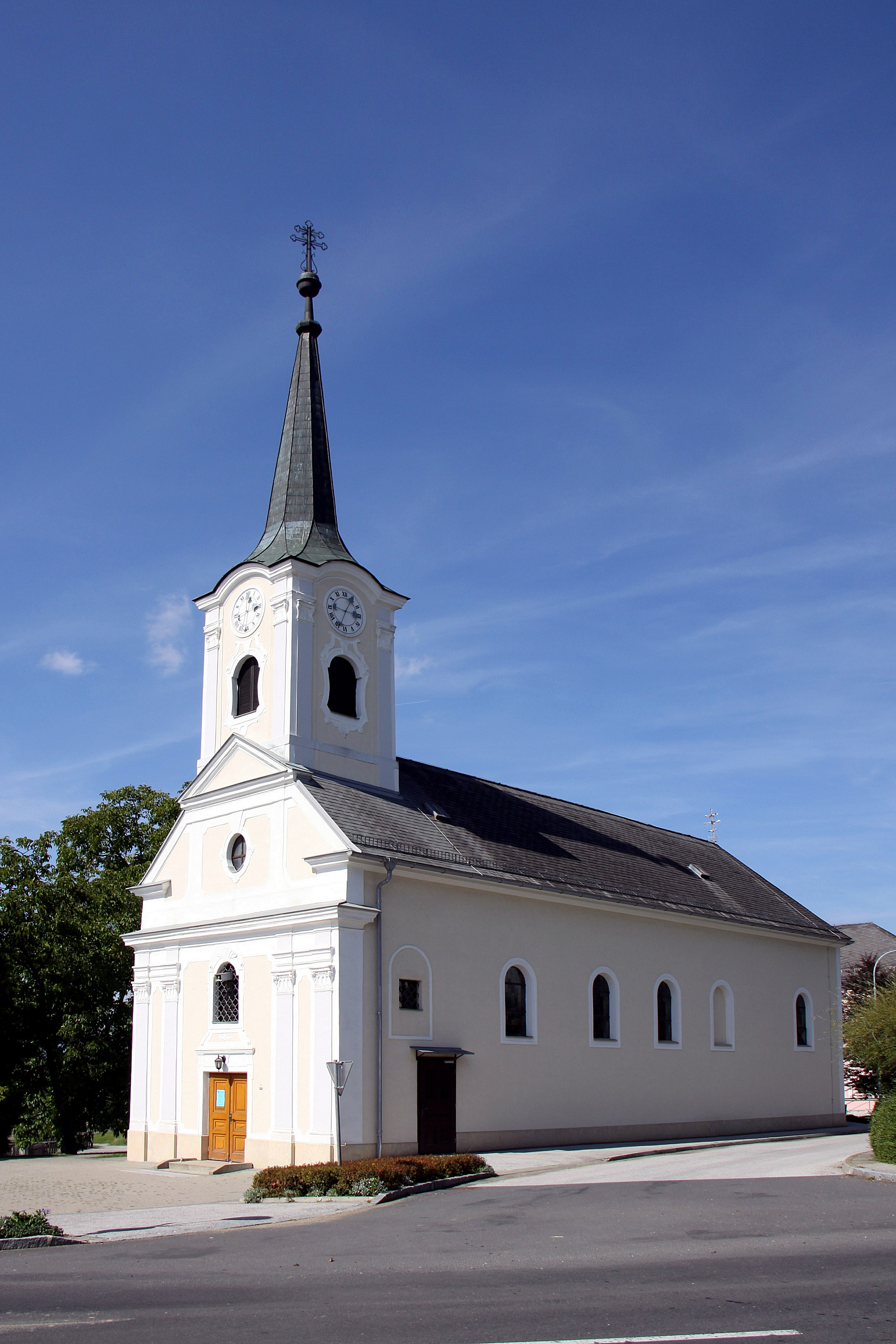
Pfarrkirche Wolfau

- Katholische Pfarrkirche Wolfau Hl. Dreifaltigkeit
- Naturschutzgebiet Lafnitz-Stögersbach-Auen Wolfau: Der mäandrierende Flusslauf der Lafnitz ist Brutplatz für Flussregenpfeifer (Charadrius dubius), Flussuferläufer (Actitis hypoleucos) und Eisvogel (Alcedoatthis).[4]

### Vereine
- Musikverein (gegr. 1904)
- Sportverein (gegr. 1967)
- Tennisverein (gegr. 1991)
- Eisschützenverein (gegr. 1969)
- Verschönerungsverein (gegr. 1963)

## Wirtschaft und Infrastruktur
Wolfau besitzt unter anderem ein Freibad sowie als einziger Ort im Burgenland eine Weitenstocksportanlage.

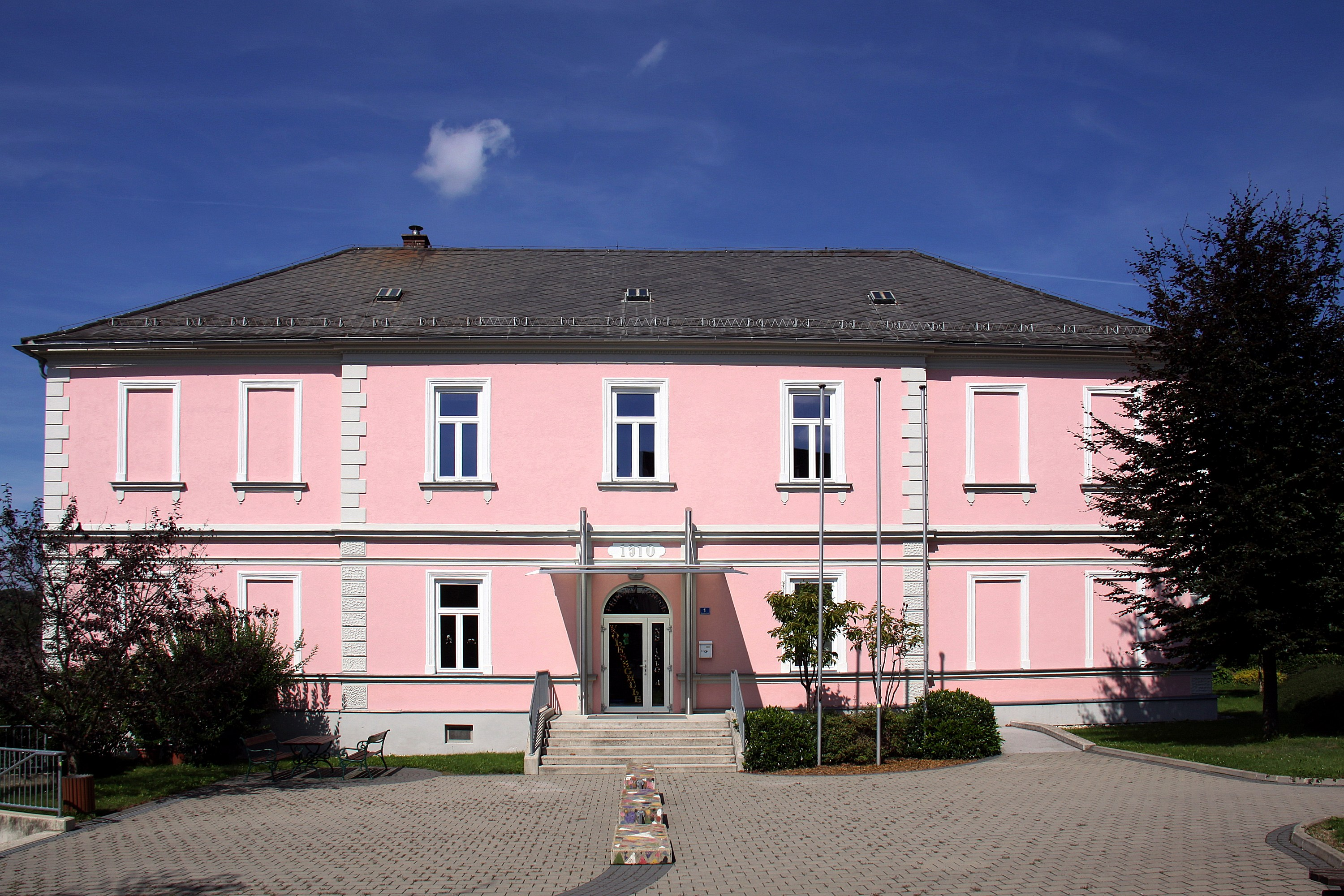
Die Volksschule, errichtet 1910
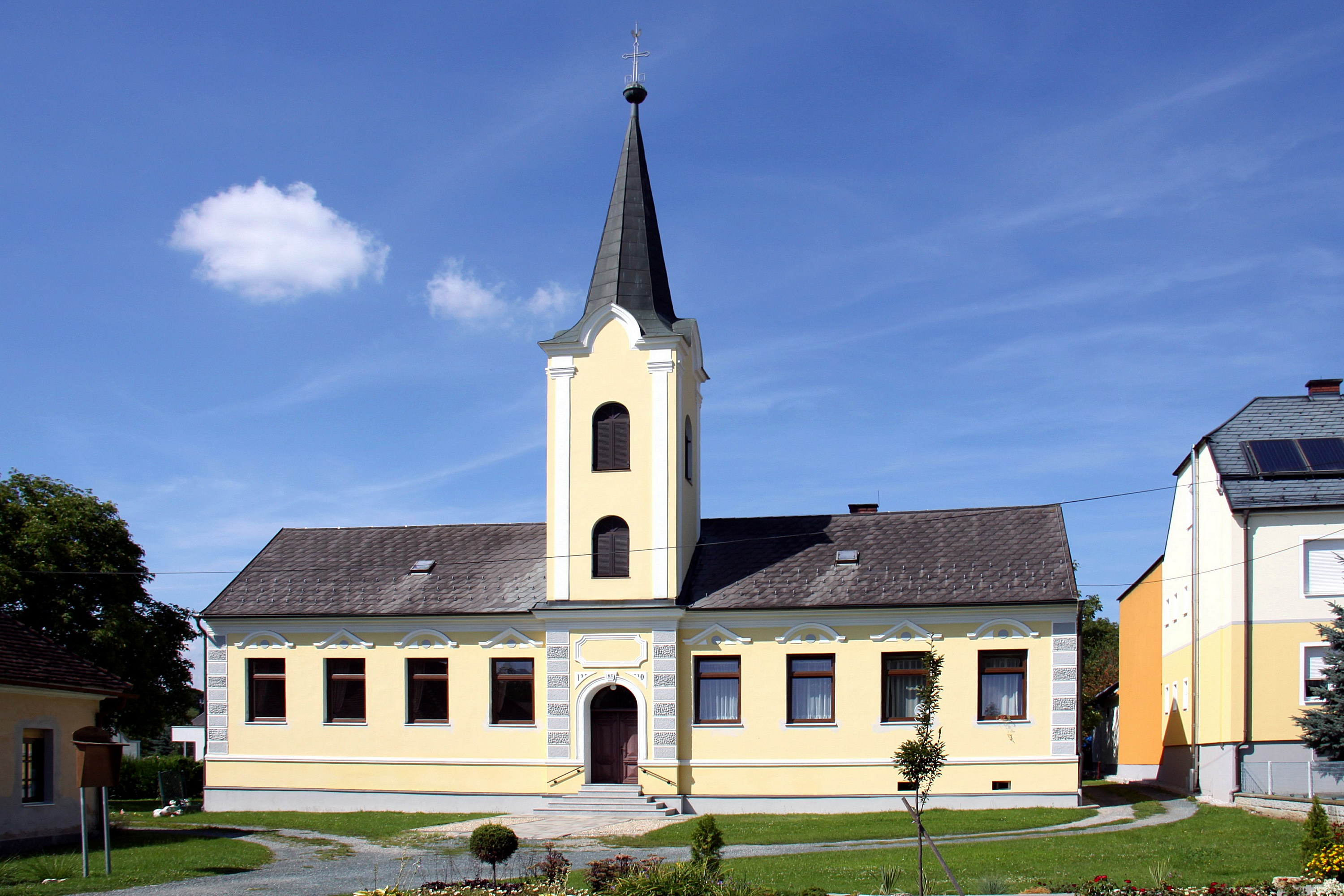
Evangelisches Bethaus
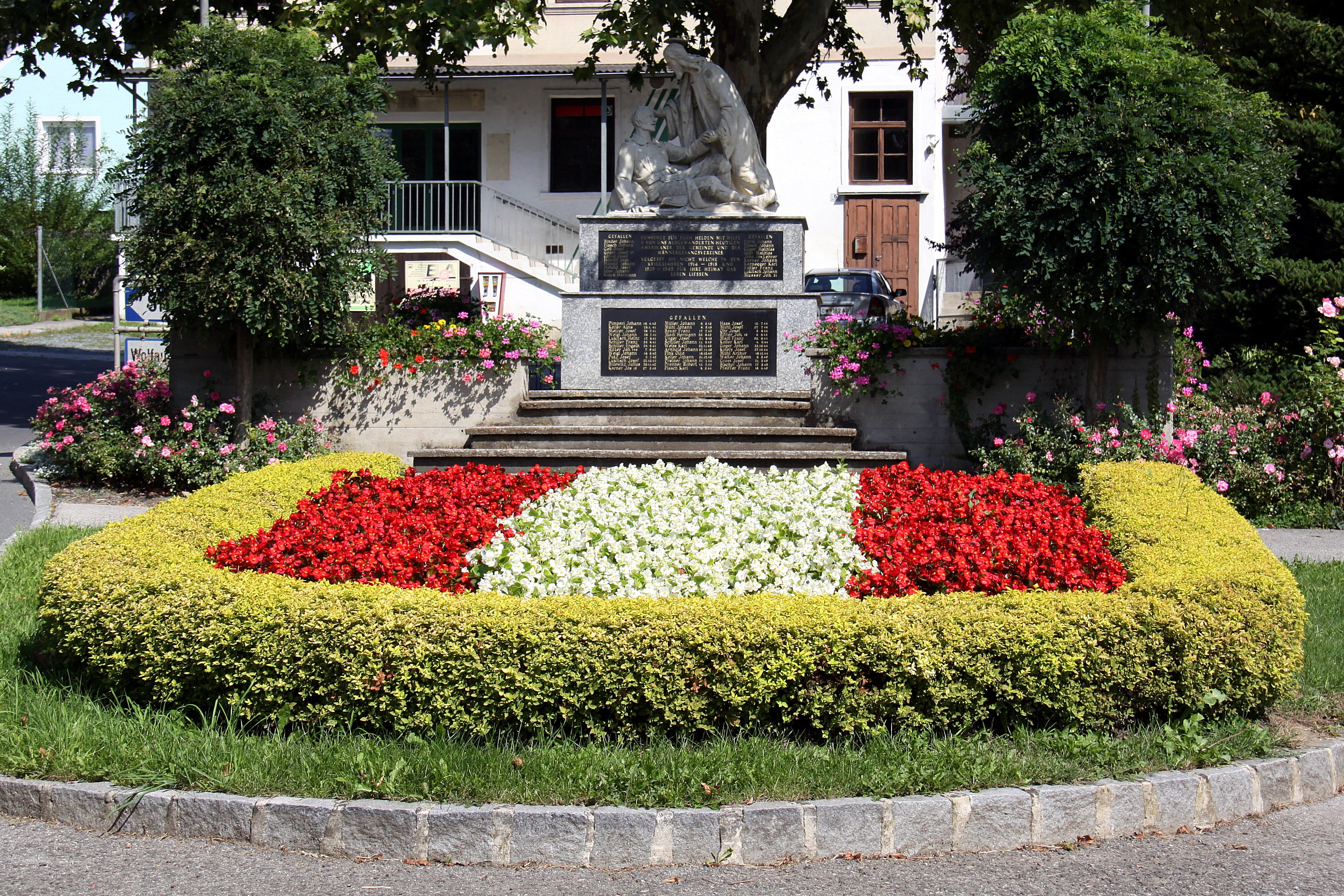
Kriegsopferdenkmal

## Politik

### Gemeinderat
Der Gemeinderat umfasst aufgrund der Anzahl der Wahlberechtigten insgesamt 19 Mitglieder.
| Partei          | 2022             | 2022             | 2022             | 2017             | 2017             | 2017             | 2012             | 2012             | 2012             | 2007             | 2007             | 2007             | 2002             | 2002             | 2002             | 1997             | 1997             | 1997             |
| Partei          | Sti.             | %                | M.               | Sti.             | %                | M.               | Sti.             | %                | M.               | Sti.             | %                | M.               | Sti.             | %                | M.               | Sti.             | %                | M.               |
| --------------- | ---------------- | ---------------- | ---------------- | ---------------- | ---------------- | ---------------- | ---------------- | ---------------- | ---------------- | ---------------- | ---------------- | ---------------- | ---------------- | ---------------- | ---------------- | ---------------- | ---------------- | ---------------- |
| ÖVP             | 508              | 51,52            | 10               | 475              | 48,42            | 9                | 539              | 57,28            | 11               | 532              | 59,24            | 11               | 561              | 58,13            | 11               | 465              | 52,72            | 10               |
| SPÖ             | 273              | 27,69            | 5                | 308              | 31,40            | 6                | 402              | 42,72            | 8                | 366              | 40,76            | 8                | 404              | 41,87            | 8                | 355              | 40,25            | 8                |
| LUB             | 205              | 20,79            | 4                | nicht kandidiert | nicht kandidiert | nicht kandidiert | nicht kandidiert | nicht kandidiert | nicht kandidiert | nicht kandidiert | nicht kandidiert | nicht kandidiert | nicht kandidiert | nicht kandidiert | nicht kandidiert | nicht kandidiert | nicht kandidiert | nicht kandidiert |
| FPÖ             | nicht kandidiert | nicht kandidiert | nicht kandidiert | 198              | 20,18            | 4                | nicht kandidiert | nicht kandidiert | nicht kandidiert | nicht kandidiert | nicht kandidiert | nicht kandidiert | nicht kandidiert | nicht kandidiert | nicht kandidiert | 62               | 7,03             | 1                |
| Wahlberechtigte | 1318             | 1318             | 1318             | 1221             | 1221             | 1221             | 1234             | 1234             | 1234             | 1207             | 1207             | 1207             | 1188             | 1188             | 1188             | 1087             | 1087             | 1087             |
| Wahlbeteiligung | 80,73 %          | 80,73 %          | 80,73 %          | 87,96 %          | 87,96 %          | 87,96 %          | 84,93 %          | 84,93 %          | 84,93 %          | 85,25 %          | 85,25 %          | 85,25 %          | 89,65 %          | 89,65 %          | 89,65 %          | 90,71 %          | 90,71 %          | 90,71 %          |

### Gemeindevorstand
Neben Bürgermeister Walter Pfeiffer (ÖVP) und Vizebürgermeister Manfred Lukitsch (ÖVP) gehören weiters die geschäftsführenden Gemeinderäte René Bischof (SPÖ), Thomas Kureck, (ÖVP) und Roland Unger (FPÖ) dem Gemeindevorstand an.
Zu Umweltgemeinderäten wurden Eduard Brenner (ÖVP) und Roman Kogler (SPÖ) gewählt.

### Bürgermeister
Bürgermeister der Marktgemeinde ist Walter Pfeiffer (ÖVP), der auch die Leitung des Gemeindeamts über hat.
Pfeiffer trat bei der Wahl am 6. Oktober 2002 die Nachfolge von Erich Lehner (ÖVP) an, der sich aus Altersgründen zurückzog. Bei der Bürgermeisterdirektwahl am 1. Oktober 2017 konnte sich Pfeiffer im ersten Wahlgang mit 55,26 % durchsetzen und ging somit in seine vierte Amtsperiode. Als neuer Mitbewerber der SPÖ trat Rene Bischof an, der 31,18 % erreichte. Ebenfalls neu war der Eintritt der FPÖ, deren Spitzenkandidat David Deutsch auf 13,55 % kam.
Bei der Wahl 2022 wurde Walter Pfeiffer mit 69,52 Prozent der Stimmen im Amt bestätigt.

## Persönlichkeiten

### Söhne und Töchter der Gemeinde
- Armin Schoklitsch (1888–1969), Wasserbauingenieur
- Peter Wagner (* 1956), Schriftsteller und Regisseur
- Hans Goger (* 1965), Abenteurer, Bergsteiger und Autor

### Mit der Gemeinde verbundene Persönlichkeiten
- Karl Ulbrich (1905–1987), Vermessungsingenieur und Heimatforscher